# Budova Centrální banky Bosny a Hercegoviny

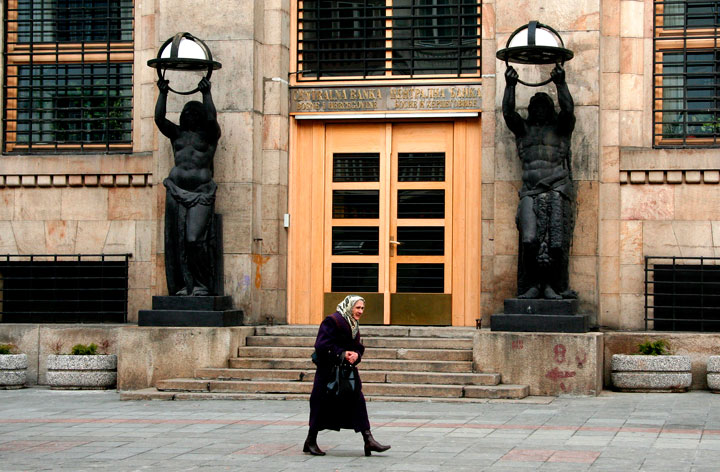
Vstup do budovy.

Budova Centrální banky Bosny a Hercegoviny se nachází na Titově ulici v centru bosenské metropole Sarajevo. Budova je od roku 2009 památkově chráněná.

## Historie
Funkcionalistický palác vznikl v meziválečném období dle návrhu architekta Milana Zlokoviće, který zvítězil v soutěži vypsané na sídlo státní Hypoteční banky (Hipotekarna banka). Budován byl od roku 1929 do roku 1932. Patřil mezi největší investice tehdejšího jugoslávského království v dnešním bosenském hlavním městě. Dvoupatrová budova je nápadná především díky obkladům z dekorativního kamene, reliéfům umístěným v krajních částech hlavní fasády a sochám u hlavního vstupu. Stojí na ploše o rozloze 49,15 m x 51,23 m.
Budova měla smíšené využití; kromě banky sloužila v meziválečném období také částečně jako byty svých zaměstnanců. Po obsazení země nacistickým Německem se v ní usídlilo vojenské velitelství. Během války budova neutrpěla vážnějších ztrát; po skončení konfliktu a nástupu komunismu sloužila pro národní banku bosenské republiky v rámci Jugoslávie.
V 70. a 80. letech 20. století byla budova rozšířena o kancelářské prostory v zadním traktu a o nové poschodí.
V letech 1992 až 1995 byly do budovy umístěny významné kulturní předměty, kterým během války hrozil zánik. Mezi ně patřila např. hagada (židovský kodex) a další. Byly sem umístěny také předměty z Republikového ústavu pro ochranu kulturně-historických památek. V suterénu byl umístěn kryt, který posloužil při obléhání města civilnímu obyvatelstvu. Budova banky byla během válka v malé míře poničena, nicméně se nejednalo o vážnější škody. Od roku 1997 byla do budovy umístěna nově zřízená Centrální banka Bosny a Hercegoviny. Rekonstrukce budovy se uskutečnila v letech 2001 až 2005. Fasáda byla rekonstruována v roce 2017.